# أوليفييه ساركوزي
أوليفييه ساركوزي (بالفرنسية: Olivier Sarkozy)‏ (و. 1969 – م)هو مصرفي من فرنسا . ولد في بولون-بيانكور .

## التعليم
تعلم في جامعة سانت أندروز.